# Royan
Royan – miejscowość i gmina w zachodniej Francji, w regionie Nowa Akwitania, w departamencie Charente-Maritime.
Royan posiada pięć piaszczystych plaż, marinę oraz port rybacki.

## Klimat
| Miesiąc                                                                                        | Sty  | Lut  | Mar  | Kwi  | Maj  | Cze  | Lip  | Sie  | Wrz  | Paź  | Lis  | Gru  | Roczna |
| ---------------------------------------------------------------------------------------------- | ---- | ---- | ---- | ---- | ---- | ---- | ---- | ---- | ---- | ---- | ---- | ---- | ------ |
| Średnie temperatury w dzień [°C]                                                               | 9,7  | 11,1 | 14,3 | 16,8 | 20,4 | 23,6 | 25,4 | 25,7 | 23,1 | 18,8 | 13,6 | 10,4 | 17,7   |
| Średnie dobowe temperatury [°C]                                                                | 6,7  | 7,3  | 9,8  | 12,1 | 15,6 | 18,7 | 20,4 | 20,5 | 17,8 | 14,6 | 10,2 | 7,4  | 13,4   |
| Średnie temperatury w nocy [°C]                                                                | 3,7  | 3,5  | 5,4  | 7,3  | 10,8 | 13,8 | 15,4 | 15,2 | 12,6 | 10,5 | 6,8  | 4,3  | 9,1    |
| Opady [mm]                                                                                     | 87,3 | 60,4 | 60,1 | 68,5 | 63,1 | 53,7 | 42,6 | 49,7 | 71,2 | 88,9 | 107  | 103  | 856    |
| Średnia liczba dni deszczowych                                                                 | 12,9 | 10,4 | 10,2 | 10,4 | 9,0  | 7,3  | 6,9  | 6,9  | 8,3  | 11,1 | 13,4 | 13,6 | 121    |
| Źródło: Météo-France (liczba dni z opadami dla wartości 1 mm, 1991–2020, wysokość 12 m n.p.m.) |      |      |      |      |      |      |      |      |      |      |      |      |        |

## Współpraca
- Balingen, Niemcy
- Gosport, Wielka Brytania
- Nauplion, Grecja